# Carlo Dall'Oppio
Carlo Dall'Oppio (Faenza, 16 novembre 1959) è un ex vigile del fuoco e dirigente pubblico italiano, dal 1º luglio 2023 al 30 novembre 2024 Capo del Corpo Nazionale dei Vigili del Fuoco e Vice e Vicario del Capo del Dipartimento dei vigili del fuoco, del soccorso pubblico e della difesa civile.

## Carriera
Nasce il 16 novembre 1959 a Faenza, è laureato in ingegneria civile edile ed ha un master in gestione dell'innovazione tecnologica nella Pubblica Amministrazione
Dal 1986 al 1988, anno in cui accede ai Vigili del Fuoco, è responsabile di commesse in un'impresa edile di costruzione generali che opera tra Ravenna ed Ancona.
Dal 1988 al 1991 è funzionario al comando provinciale di Bologna mentre dal 1991 al 1998, è vice comandante del comando provinciale di Ravenna, periodo in cui partecipa al gruppo di progettazione per una scuola costruita con tecniche di Bioarchitettura a Faenza, e dal 1998 al 2001 ne è comandante, partecipando alle operazioni di soccorso a seguito Terremoto di Umbria e Marche del 1997.
Dal 2002 al 2003 è comandante provinciale di Ferrara mentre dal 2003 al 2004 è comandante provinciale di Vercelli nonché responsabile dell'organizzazione del supporto tecnico ai trasporti per il trasferimento del combustibile nucleare da Vercelli a Sellafield.
Dal 2004 al 2006 è funzionario presso la Direzione Regionale dell'Emilia-Romagna dirigendo l'organizzazione del corso per la XXI spedizione italiana in Antartide, presiedendo la commissione di collaudo dell'Agenzia per lo svolgimento dei XX Giochi olimpici invernali ed inoltre rappresentando il Dipartimento dal 2003 al 2005 alla commissione tecnica per la prevenzione incendi della Valle d'Aosta, e dal 2007 al 2011 comandante provinciale di Forlì-Cesena, partecipando alle operazioni di soccorso per il Terremoto dell'Aquila del 2009.
Durante la carriera inoltre ha ricoperto gli incarichi di comandante provinciale presso Trieste dal 2011 al 2014, presso Bologna dal 2014 al 2016, presso Modena dal 2016 al 2017 e presso Milano dal 2018 al 2020.
Ha altresì ricoperto l'incarico di direttore regionale presso la direzione regionale vigili del fuoco della Calabria dal 2020 al 2021, del Piemonte dal 2021 al 2023, e nel 2023 dell'Emilia-Romagna.
Il 27 giugno 2023 è stato nominato dal Consiglio dei ministri della Repubblica Italiana, su proposta del Ministro dell'Interno Matteo Piantedosi, Capo del Corpo Nazionale dei Vigili del Fuoco, con decorrenza il 1º luglio 2023.
Inoltre è stato consulente tecnico d'ufficio presso le procure di Ravenna, Ferrara e Forlì-Cesena e componente dei comitati tecnici regionali per la prevenzione incendi e per i grandi rischi presso le direzioni regionali di Piemonte, Friuli-Venezia Giulia, Emilia Romagna e Lombardia.
Il primo dicembre 2024 gli subentra l'ing. Eros Mannino alla guida del Corpo Nazionale dei Vigili del Fuoco.

### Docenze
Dal 1998 al 2000 è stato docente del corso post-laurea "progettazione e gestione degli edifici per la sanità" presso la facoltà d'ingegneria dell'Università di Bologna. Dal 2003 al 2008 è stato docente titolare del corso di "sicurezza e tutela ambientale" presso la facoltà di architettura dell'Università degli Studi di Ferrara e dal 2018 al 2019 docente del corso "ingegneria della sicurezza" presso il dipartimento di architettura ed ingegneria del Politecnico di Milano.
Nell'ambito dei Vigili del Fuoco è stato docente di rischio industriale in ambito portuale per i corsi basici da sommozzatore e per i corsi da istruttore sommozzatore.
Inoltre dal 1999 al 2019 stato docente del corso di specializzazione in prevenzione incendi per ingegneri presso Torino, Milano, Monza e della Brianza, Bologna, Modena, Ferrara, Parma, Reggio Emilia, Forlì-Cesena, Ravenna, Rimini, Trieste, Udine, Pordenone e Gorizia.